# Дарасурам
Дарасурам (англ. Darasuram, таміл. தாராசுரம்) — місто, розташоване в індійському штаті Таміл-Наду за 3 км від Кумбаконаму, в окрузі Тханджавур. Його населення за переписом 2001 року становить 13027 осіб. Місто відоме храмом Айраветасвара 12 століття, що, разом з іншими храмами династії Чола, входить до списку світової спадщини ЮНЕСКО.